# We're a Happy Family: A Tribute to the Ramones
We're a Happy Family: A Tribute to the Ramones es un álbum tributo a la banda punk Ramones lanzado en 2003. Las canciones fueron versiones interpretadas por bandas importantes del rock contemporáneo. 

## Historia
La historia de este álbum comenzó cuando le ofrecieron al guitarrista Johnny Ramone la idea de un álbum tributo, además de preguntarle si le gustaría participar en él, algo que él aceptó, ya que podía tener el control completo del proyecto. Convocó a Rob Zombie como coproductor, y llamó a diferentes bandas para participar. Rob Zombie además creó el arte de tapa, y el escritor Stephen King, un reconocido fan de la banda de Queens, escribió las liner notes del libro interno.[cita requerida] Todos los grupos participantes han sido fuertemente influenciados en algún momento de sus carreras por Ramones:
- The Offspring versionó I Wanna Be Sedated para la película El Diablo Metió La Mano de 1999.
- Según Andy Shernoff (The Dictators), en el momento de la muerte de Joey Ramone este estaba escuchando "In A Little While", de U2. Posteriormente, la banda irlandesa le dedicó la canción en varios conciertos, in memoriam.
- Eddie Vedder (de Pearl Jam) reconoce a Johnny Ramone como uno de sus mejores amigos.
- El cantante de Rooney, Robert Carmine, una vez le envió un demo de su banda a Johnny Ramone, el cual le gustó al guitarrista. A partir de allí se hicieron amigos.
- El guitarrista de Metallica, Kirk Hammett, declaró en una entrevista de la edición argentina de la revista Rolling Stone que Metallica "hubiera sonado diferente" de no ser por ellos.

Los Ramones han sido una de mis bandas favoritas, y para mi hacer un tema de ellos fue una buena manera de devolverles algo. Porque, si no fuera por los Ramones, Metallica probablemente sonaría diferente. Ellos fueron los primeros en hacer ese "downpicking" [movimiento rítmico de la púa hacia abajo] tan rápido; nosotros tomamos eso y lo llevamos hacia el formato heavy metal.
Kirk Hammett, en la edición argentina de Rolling Stone, Octubre de 2003.color

- Además de todas estas razones, grupos como The Offspring o Rancid son los sucesores en los 90 del punk de Ramones, con un estilo muy similar.

## Listado de temas
1. "Havana Affair" - Red Hot Chili Peppers
2. "Blitzkrieg Bop" - Rob Zombie
3. "I Believe in Miracles" - Eddie Vedder & Zeke
4. "53rd & 3rd" - Metallica
5. "Beat On The Brat" - U2
6. "Do You Remember Rock 'n' Roll Radio?" - Kiss
7. "The KKK Took My Baby Away" - Marilyn Manson
8. "I Just Wanna Have Something To Do" - Garbage
9. "Outsider" - Green Day
10. "Something to Believe In" - The Pretenders
11. "Sheena Is a Punk Rocker" - Rancid
12. "I Wanna Be Your Boyfriend" - Pete Yorn
13. "I Wanna Be Sedated" - The Offspring
14. "Here Today, Gone Tomorrow" - Rooney
15. "Return of Jackie & Judy" - Tom Waits
16. "Daytime Dilemma (Dangers of Love)" - Eddie Vedder & Zeke (*)
17. "Today Your Love, Tomorrow The World" - John Frusciante (pista oculta)

(*) Este tema es una pista adicional, y no aparece en todas las ediciones.
- Datos: Q1756096